# Alodiu
Titlul alodiu constituie proprietatea asupra proprietăților imobiliare (terenuri, clădiri și obiecte), care este independentă de orice proprietar superior. Titlul alodial este legat de conceptul de pământ ținut „în alodiu” sau de proprietatea terenurilor prin ocuparea și apărarea terenului. Istoric, o mare parte din pământ a fost nelocuită și prin urmare, ar putea fi deținută „în alodiu”.
Ce aparține altor oameni decât cei ce participă militar sau politic în aparatul de conducere al statului, funcționarilor, meșteșugarilor, și deținătorilor de pământ și ferme, drept ce era recunoscut dar nu garantat de către stat cu răspundere limitată, pe scurt prima formă de proprietate privată a Evului Mediu ce s-a dezvoltat în burghezia de mai târziu.

## Concept juridic
Terenurile alodii sunt proprietatea absolută a proprietarului lor și nu sunt supuse nici unei chirii, servicii sau recunoașteri unui superior. Titlul alodial este, așadar, o alternativă la tenura funciară a pământului. Cu toate acestea, istoricul JC Holt afirmă că „În Normandia, cuvântul alodiu, indiferent de sensul său în alte părți ale continentului, a însemnat nu deținerea de pământ scutită de prestarea serviciilor seniorale, ci terenuri deținute de drept ereditar” și că „alodiu și feodum” ar trebui să i se acorde același sens în Anglia."
Alodiu, însemnând „pământ scutit de taxele feudale”, este atestat pentru prima dată în textele în limba engleză în Domesday Book din secolul al XI-lea, dar a fost împrumutat de la Limba olandeză antică *allōd, însemnând „proprietate deplină” și atestat în latină, de exemplu. alodis, alaudes, în legea salică (cca. 507–596 d.Hr.) și alte legi germanice. Cuvântul este un compus din *toate „întregi, pline” și *ōd „proprietate” (cf. Limba saxonă veche ōd, Limba engleză veche ead, Limba nordică veche auðr). Funcția de alocare pare să fi fost comună în tot nordul Europei, dar acum nu este cunoscută în jurisdicțiile de drept comun, în afară de Statele Unite, Scoția și Insula Man. Un alod ar putea fi transformat în febr, de către proprietar predându-l unui stăpân și primindu-l înapoi ca fef. Titlul de teren alodial este comun în Insula Man care are legi cu origini nordice. O versiune numită udal tenure există în Insulele Orkney și Shetland, de asemenea, de origine nordică. Acestea sunt singurele părți ale Regatului Unit în care există un titlu alodial, cu excepția Baroniei Scoțiene a Bachuilului, care nu este de origine feudală ca alte baronii, dar este alodial prin faptul că acesta predează (562) 